# Live from Sydney to Vegas
Live From Sydney to Vegas é o segundo DVD do grupo norte-americano de Hip hop Black Eyed Peas, lançado em Janeiro de 2007. O DVD traz um show feito num estádio de Sydney, na Austrália, e outro um pouco menor feito em Las Vegas, EUA, além dos bônus. Um dos recursos interativos do DVD é o fato de você poder alterar-se entre as câmeras dos dois shows, em determinadas faixas do vídeo (quando aparece o sinal de mudança de ângulo no topo da tela).
O DVD recebeu uma certificação de Ouro no Brasil, devido a mais de 15 mil cópias vendidas, segundo a ABPD.

## Faixas
1. "Hey Mama"
2. "Smells like Phunk"
3. "Dum Diddly"
4. "Don't Lie"
5. "Shut Up"
6. "Taboo Freestyle"
7. "apl.de.Ap Freestyle"
8. "will.i.am Freestyle"
9. "Fergie Freestyle"
10. "Labor Day (It's a Holiday)"
11. "Pump It"
12. "Where is the Love?"
13. "Don't Phunk With My Heart"
14. "Let's Get It Started"

## Bônus
1. Clipe de "Union"
2. Clipe de "Bebot"
3. "London Bridge" (ao vivo)
4. "My Humps" (ao vivo)